# Santa Maria del castell de Salinoves
Santa Maria del castell de Salinoves és una església del municipi de la Baronia de Rialb (Noguera) que forma part de l'Inventari del Patrimoni Arquitectònic de Catalunya.

## Situació

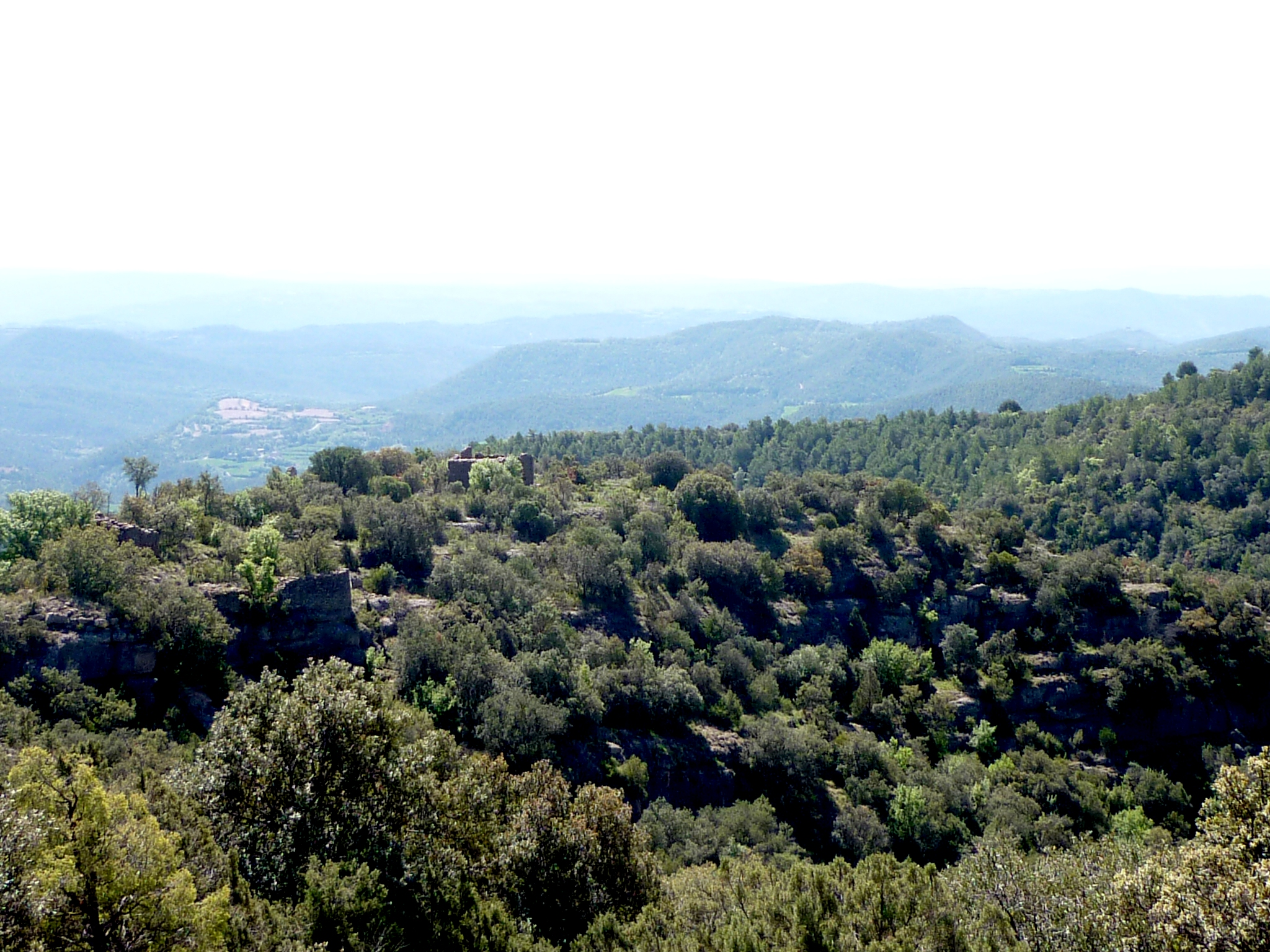
Turó amb les restes de Salinoves

La part nord-occidental del terme municipal de la Baronia està ocupada per una potent massa de conglomerats que comprèn des del coll de Comiols - Roc de Benavent (1.260 msnm) - Cogulló de Sant Quiri, al nord, fins a la diagonal Folquer - Sant Cristòfol de la Donzell - Rialb (500 msnm), al sud. Els torrents que baixen de la part alta erosionen fàcilment els conglomerats i, sobretot en el seu curs mitjà, excaven profunds barrancs, deixant enmig uns alterosos lloms, carenes o "serrats" només accessibles des del nord. Una d'aquestes carenes és el Serrat d'Olivelles, cisellada per llevant pel barranc de Maçaners i per ponent pel de Salinoves. En la seva part final, abans de la conjunció dels dos torrents, presenta un replà encastellat, envoltat de cingle, amb un lleu pendent cap al sud, al que s'hi accedeix des del nord per un estret collet on encara es pot veure el camí delimitat per grans blocs de conglomerat. En aquest tossal es troba l'antic assentament de Salinoves amb el castell, un casal i l'església del castell, en aquest ordre. És un indret de mala petja, ja que està envaït per un espès bosc de matolls, garrics i alzineres. El lloc és evocador i la contemplació de les runes de l'església del castell compensa l'esforç.

## Descripció
És un edifici en estat totalment ruïnós, queden, però, força sencers els murs nord i oest que permeten conèixer la seva estructura. És d'una sola nau coberta amb volta de canó reforçada per arc torals. A llevant trobem un absis semicircular (només en queda la meitat nord, precedit d'un arc presbiteral). Al mur nord s'obre un arc, buidat en el gruix del mur. La porta devia ser a la façana sud. A la de ponent hi ha un campanar d'espadanya de dos ulls i una finestra de doble esqueixada, com la de l'absis. A la façana absidal es conserven dues lesenes i restes d'arcuacions sota un ràfec bisellat. A la façana nord hi ha una lesena cantonera. Segueix el plantejament de l'arquitectura llombarda del segle xi. L'aparell és de petits carreus ben escairats i disposats en filades uniformes.

## Història
Aquesta església presenta problemes d'identificació. Hi ha qui pensa que es tracta de l'antic monestir de Sant Cristòfol de Salinoves, documentat al s. X. Però sembla que en realitat està dedicada a Santa Maria, tot i que en una visita pastoral del 1758 apareix sota l'advocació de Santa Maria dels Àngels. D'altra banda, per la seva situació, al costat del castell de Salinoves, podria ser que fos l'església de Santa Llúcia del castell de Salinoves, església que segons l'acta de consagració del monestir de Santa Cecília d'Elins del 1080 era una possessió de l'esmentat cenobi.